# Інохос

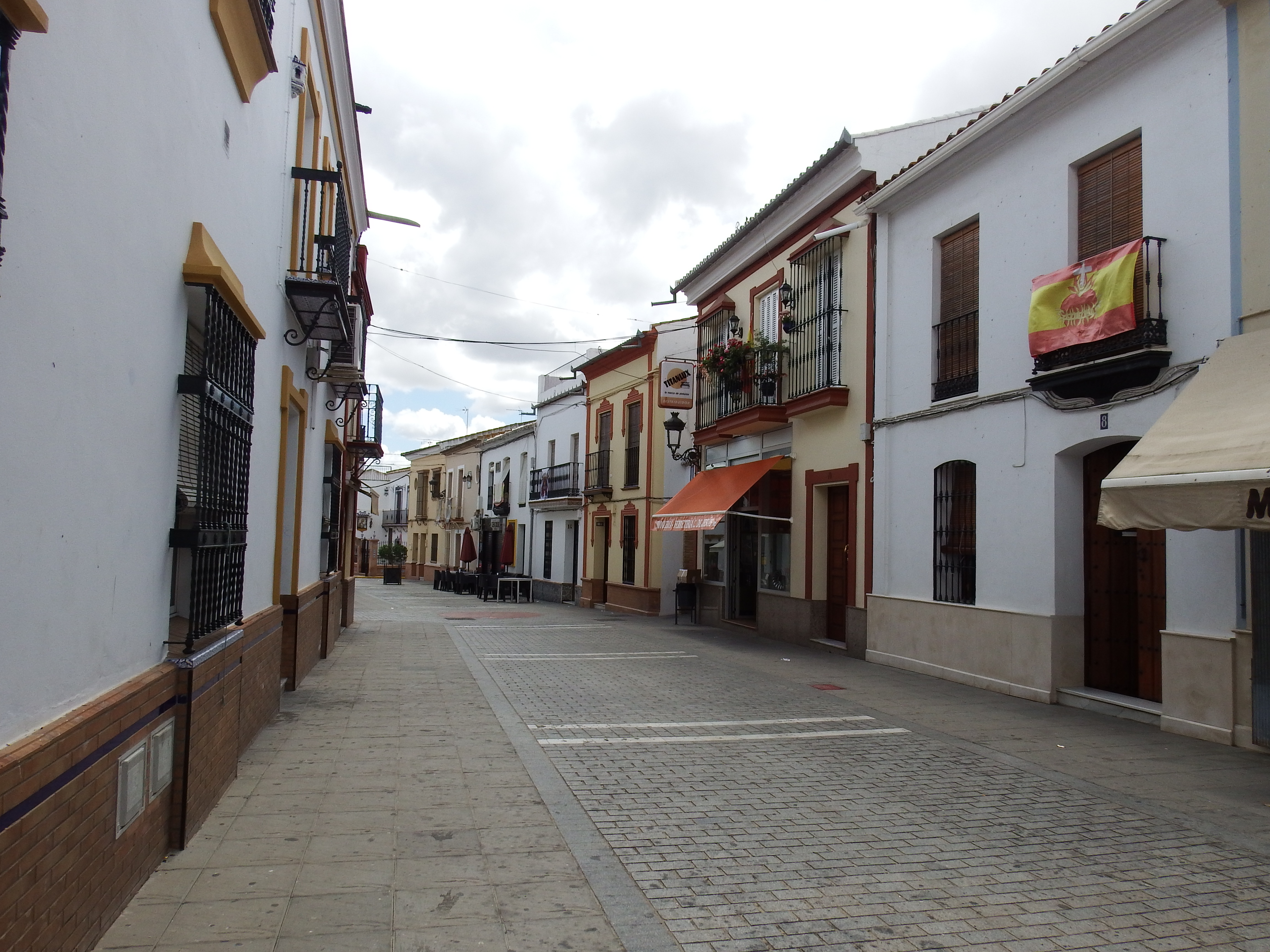

Інохос (ісп. Hinojos) — муніципалітет в Іспанії, у складі автономної спільноти Андалусія, у провінції Уельва. Населення — 3926 осіб (2010).
Муніципалітет розташований на відстані близько 420 км на південний захід від Мадрида, 50 км на схід від Уельви.

## Демографія
Динаміка населення (INE ):